# 薛守真
薛守真（1974年8月22日—），韓國女演員、主持人。1996年獲得韓國小姐第二名。

## 演出作品

### 電視劇
- 2000年：MBC《因為你》
- 2000年：SBS《強盜的女兒》
- 2000年：KBS《TV小說-約定》
- 2001年：KBS《羡慕同婿》
- 2003年：MBC《妳還有夢嗎》

### 電影
- 2001年：《Tearful Story》